# Orthomorpha cingulata
Orthomorpha cingulata är en mångfotingart som beskrevs av Carl Graf Attems 1898. Orthomorpha cingulata ingår i släktet Orthomorpha och familjen orangeridubbelfotingar. Inga underarter finns listade i Catalogue of Life.